# Stenoptilodes medius
Stenoptilodes medius là một loài bướm đêm thuộc họ Pterophoridae. Nó được tìm thấy ở Ecuador.
Sải cánh dài khoảng 27 mm. Con trưởng thành bay vào tháng 10 và tháng 1.